# Pókatelek
Pókatelek középkori falu és dűlőnév Dunaszerdahelyen.

## Története
1336-ban Péter fia Tamás liptói comes, csókakői és várgesztesi várnagy, Póka fia Kelemen halála után hűséges szolgálataiért magának kérte Pókaföldet, melyet Károly Róbert 1341-ben neki adományozott. 1342-ben Szomor (Zomor) utódja, Miklós szerzi meg tőle örökösen Pókatelket. Ugyanő 1345-ben a birtok negyedrészét elzálogosítja Keresztúri Apród Miklós fiának Tamásnak. 1354-ben Csór Tamás, Miklóst birtokában megerősítette.
Miklóstól származtatja magát a Pókateleki Szomor, ill. Kondé család. Ezen két család, mely előnevét a birtokukról vette, ill. a Fekete és a Pókateleky család gyakran szerepel birtokháborítások miatt a középkori forrásokban.
Egyes feltételezések szerint Pókafölde valójában Balázsfa határában feküdt. Erre alapot Nagy Lajos 1380-as oklevele szolgáltatna, amikor is "Barlabás" birtokba új adomány címén Pókateleky Miklós fia Jakabot és testvéreit beiktattatta. Ezt 1384-ben erősítették meg. Eszerint az eredeti adományszerző Tamás mester lenne a Pókatelekiek őse.
1565-ben innen keltezett I. Miksa magyar király utasítása a pozsonyi káptalannak. 1585-ben pókateleki Zomor Pál magvaszakadta után kap I. Rudolftól birtokot Nagylégen Aranyossy Pál és gadóci Farkas János. 1610-ben a verebélyi erődítményben szolgáló Végh István császári kapitány és Vitál János kap adományt Pókateleken.
Vályi András szerint "PÓKATELEK, és Szerdahely Újfalu. Magyar helység Pozsony Vármegyében, földes Ura Pókateleki Konde Uraság. Egész 1300-zadik esztendő ólta öszve van kaptsolva Szerdahely Városával, mellytől tsak egygy útsza választya-el. Különös indúlattal köszönöm Tekéntetes, és Vitézlő Pokateleki Konde József Benedek Úrnak, Kir. Magyar Udvarnoknak, ’s az Esztergomi Érsekség’ nagy érdemű Inspektorának hazafiúi nemes úri indúlattyát, ’s szívességét, a’ Közjóra tzélozott igyekeztek eránt, az egész Haza előtt; a’ ki is munkámat hiteles tudósításai által még 1790. elősegélleni méltóztatott. Határja, ’s vagyonnyai is Szerdahely Városáéhoz hasonlítók."
Vályi szövege arra is utal, hogy Pókatelke akkorra már Újfaluba (Szerdahely-Újfalu) olvadt - lényegében annak „településrészévé” vált. Noha különállását bizonyos mértékben őrizte, hiszen Fényes Elek szerint "Pókatelek, magyar falu, Poson vmegyében, Szerdahely mellett: 44 kath. lak. F. u. a Kondé család."
1753/54-ben itt építette fel unokatestvére, Padányi Biró István számára a híres Sárga kastélyt Padányi Biró Márton veszprémi püspök.